# Georgiana Paic
Georgiana Narcisa Paic (13 de septiembre de 1985) es una deportista rumana que compitió en lucha libre. Ganó una medalla de plata en el Campeonato Europeo de Lucha de 2011, en la categoría de 59 kg.

## Palmarés internacional
| Campeonato Europeo | Campeonato Europeo  | Campeonato Europeo | Campeonato Europeo |
| Año                | Lugar               | Medalla            | Categoría          |
| ------------------ | ------------------- | ------------------ | ------------------ |
| 2011               | Dortmund (Alemania) | Medalla de plata   | 59 kg              |